# Frederic de Hohenzollern-Sigmaringen
Prințul Frederic de Hohenzollern-Sigmaringen (germană Friedrich Eugen Ludwig, Prinz von Hohenzollern-Sigmaringen) n. 25 iunie 1843, Inzigkofen, Baden-Württemberg, Germania – d. 2 decembrie 1904, München, Imperiul German) a fost membru al Casei de Hohenzollern-Sigmaringen și general de cavalerie în armata prusacă. Frederic a fost al cincilea și cel mai mic copil al lui Karl Anton de Hohenzollern-Sigmaringen și a soției acestuia, Prințesa Josephine de Baden.
Prințul Frederic a fost fratele mai mic al regelui Carol I al României.

## Biografie
În septembrie 1859, prințul în vârstă de 16 ani și-a încheiat pregătirea militară și s-a stabilit la Bonn. În toamna anului 1862 și-a început cariera militară, în armata prusacă, ca locotenent în regimentul 5 de ulani, la Düsseldorf. În 1866, a participat activ la Războiul Austro-Prusac. În primăvara anului 1870, a fost transferat la Berlin și promovat căpitan al Regimentului 1 al Gărzii de Dragoni. A luat parte la războiul franco-german din 1870-71. Cercurile diplomatice s-au gândit la candidatura Prințului Frederic la tronul Spaniei văzând reticența fratele său mai mare, Prințul Leopold.. Între 1861 și 1864, a făcut călătorii lungi în Austria, Italia, Elveția și Anglia. Câțiva ani mai târziu a descoperit Egiptul și Grecia.
În familie prințul era numit "Fritz" și considerat un bărbat calm și liniștit, care nu-și dorea un rol de lider.
După două proiecte matrimoniale care au eșuat, unul cu Prințesa Amalie de Saxa-Coburg și Gotha, și celălalt cu Prințesa Louise-Marie a Belgiei, 
Frederic s-a căsătorit la 21 iunie 1879, la Regensburg, cu Prințesa Louise de Thurn și Taxis, primul copil al lui Maximilian Anton Lamoral, Prinț Ereditar de Thurn și Taxis și a soției acestuia, Ducesa Elena de Bavaria. Louise era nepoata de soră a împărătesei Elisabeta a Austriei. Frederic și Louise nu au avut copii.
Frederic a fost înmormântat la 6 decembrie 1904 la Erlöserkirche în Kloster Hedingen, Sigmaringen.